# Prîkordonne, Ostroh
Prîkordonne (în ucraineană Прикордонне) este un sat în comuna Mejîrici din raionul Ostroh, regiunea Rivne, Ucraina.

## Demografie
Componența lingvistică a localității Prîkordonne
     Ucraineană (96,43%)
     Rusă (3,57%)
Conform recensământului din 2001, majoritatea populației localității Prîkordonne era vorbitoare de ucraineană (96,43%), existând în minoritate și vorbitori de rusă (3,57%).